# Laurence Olivier Award for Best Actress

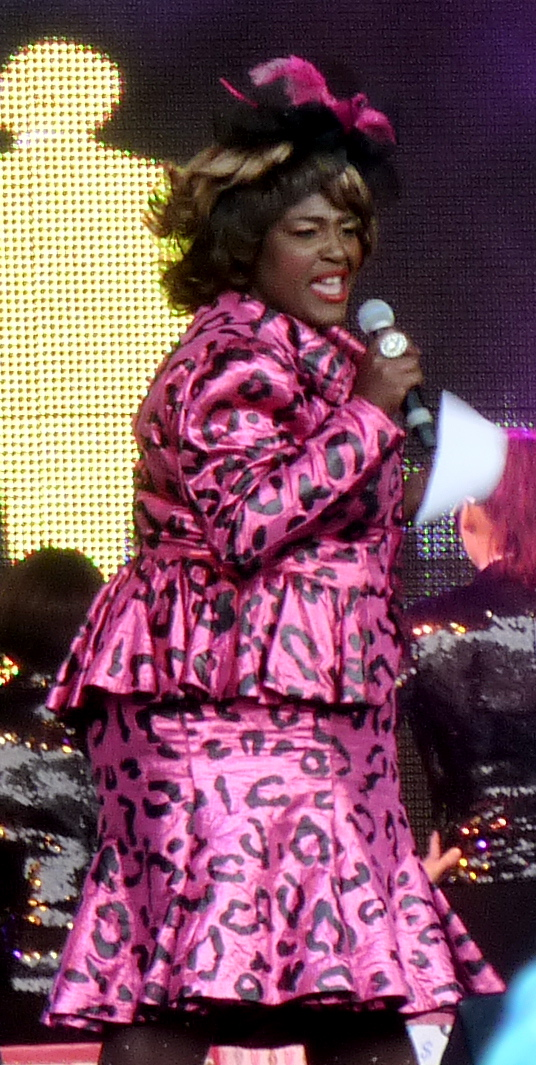
Sharon D. Clarke (2011), Gewinnerin der Auszeichnung 2020 als Linda Loman in Death of a Salesman

Der Laurence Olivier Award for Best Actress (deutsch: Laurence Olivier Auszeichnung für die beste Darstellerin in einem Schauspiel) ist ein britischer Theater- und Musicalpreis, der erstmals 1985 vergeben wurde.

## Geschichte und Hintergrund
Die Laurence Olivier Awards werden seit 1976 jährlich in zahlreichen Kategorien von der Society of London Theatrevergeben. Sie gelten als höchste Auszeichnung im britischen Theater und sind vergleichbar mit den Tony Awards am amerikanischen Broadway. Ausgezeichnet werden herausragende Darsteller und Produktionen einer Theatersaison, die im Londoner West End zu sehen waren. Die Nominierten und Gewinner der Laurence Olivier Awards „werden jedes Jahr von einer Gruppe angesehener Theaterfachleute, Theaterkoryphäen und Mitgliedern des Publikums ausgewählt, die wegen ihrer Leidenschaft für das Londoner Theater“ bekannt sind. Eine der Preiskategorien ist der Laurence Olivier Award for Best Actress in a Play, der erstmals 1985 vergeben wurde. Von 1985 bis 1992 hieß die Auszeichnung Laurence Olivier Award for Actress of the Year. Von 1976 bis 1984 und 1988 gab es mit Laurence Olivier Award for Actress of the Year in a New Play und Laurence Olivier Award for Actress of the Year in a Revival zwei parallele Auszeichnungen.

## Gewinner und Nominierte
Die Übersicht der Gewinner und Nominierten listet pro Jahr die nominierten Theaterstücke und ihre Autoren. Der Gewinner eines Jahres ist grau unterlegt und fett angezeigt.

## 1985–1989
| Jahr               | Darstellerin                                                      | Schauspiel                              | Rolle      |
| 1985               |                                                                   |                                         |            |
| ------------------ | ----------------------------------------------------------------- | --------------------------------------- | ---------- |
| 1985               | Yvonne Bryceland                                                  | The Road to Mecca                       | Miss Helen |
| 1985               | Wendy Morgan                                                      | Martine                                 | Martine    |
| 1985               | Harriet Walter                                                    | The Castle                              | Skinner    |
| 1985               | Joanne Whalley                                                    | Saved                                   | Pam        |
| 1986               |                                                                   |                                         |            |
| Lindsay Duncan     | Les Liaisons Dangereuses                                          | Marquise de Merteuil                    |            |
| Julia McKenzie     | Woman in Mind                                                     | Susan                                   |            |
| Juliet Stevenson   | As You Like It, Les Liaisons Dangereuses und Troilus and Cressida | Rosalind / Madame de Tourvel / Cressida |            |
| Irene Worth        | The Bay at Nice                                                   | Valentina Nrovka                        |            |
| 1987               |                                                                   |                                         |            |
| Judi Dench         | Antony and Cleopatra                                              | Cleopatra                               |            |
| Miranda Richardson | A Lie of the Mind                                                 | Beth                                    |            |
| Maggie Smith       | Lettice and Lovage und Coming in to Land                          | Lettice Douffet / Halina                |            |
| Juliet Stevenson   | Yerma                                                             | Yerma                                   |            |
| 1989/1990          |                                                                   |                                         |            |
| Fiona Shaw         | Electra, As You Like It und The Good Person of Szechwan           | Electra / Celia / Shen Te               |            |
| Sheila Hancock     | Prin                                                              | Prin                                    |            |
| Jane Lapotaire     | Shadowlands                                                       | Joy                                     |            |
| Prunella Scales    | Single Spies                                                      | Elizabeth II.                           |            |

### 1990–1999
| Jahr               | Darstellerin                      | Schauspiel             | Rolle               |
| 1991               |                                   |                        |                     |
| ------------------ | --------------------------------- | ---------------------- | ------------------- |
| 1991               | Kathryn Hunter                    | The Visit              | Claire Zachanassian |
| 1991               | Penny Downie                      | Scenes from a Marriage | Marianne            |
| 1991               | Barbara Jefford                   | Coriolanus             | Volumnia            |
| 1991               | Josette Simon                     | After the Fall         | Maggie              |
| 1992               |                                   |                        |                     |
| Juliet Stevenson   | Death and the Maiden              | Paulina                |                     |
| Janet McTeer       | Uncle Vanya                       | Yelena                 |                     |
| Patricia Routledge | Talking Heads                     | Miss Schofield         |                     |
| Fiona Shaw         | Hedda Gabler                      | Hedda Gabler Tesman    |                     |
| 1993               |                                   |                        |                     |
| Alison Steadman    | The Rise and Fall of Little Voice | Mari                   |                     |
| Stockard Channing  | Six Degrees of Separation         | Ouisa Kittredge        |                     |
| Judi Dench         | The Gift of the Gorgon            | Helen                  |                     |
| Jane Horrocks      | The Rise and Fall of Little Voice | Little Voice           |                     |
| 1994               |                                   |                        |                     |
| Fiona Shaw         | Machinal                          | Young Woman            |                     |
| Kathryn Hunter     | The Skriker                       | Skriker                |                     |
| Diana Rigg         | Medea                             | Medea                  |                     |
| Penelope Wilton    | The Deep Blue Sea                 | Hester Collyer         |                     |
| 1995               |                                   |                        |                     |
| Clare Higgins      | Sweet Bird of Youth               | Alexandra Del Lago     |                     |
| Frances de la Tour | Les Parents terribles             | Leo                    |                     |
| Sheila Gish        | Les Parents terribles             | Yvonne                 |                     |
| Margot Leicester   | Broken Glass                      | Sylvia Gellburg        |                     |
| 1996               |                                   |                        |                     |
| Judi Dench         | Absolute Hell                     | Christine Foskett      |                     |
| Diana Rigg         | Mother Courage                    | Mother Courage         |                     |
| Zoë Wanamaker      | The Glass Menagerie               | Amanda Wingfield       |                     |
| Lia Williams       | Skylight                          | Kyra Hollis            |                     |
| 1997               |                                   |                        |                     |
| Janet McTeer       | A Doll’s House                    | Nora Helmer            |                     |
| Eileen Atkins      | John Gabriel Borkman              | Mrs. Gunhild Borkman   |                     |
| Vanessa Redgrave   | John Gabriel Borkman              | Ella Rentheim          |                     |
| Diana Rigg         | Who’s Afraid of Virginia Woolf?   | Martha                 |                     |
| 1998               |                                   |                        |                     |
| Zoë Wanamaker      | Electra                           | Electra                |                     |
| Judi Dench         | Amy’s View                        | Esme Allen             |                     |
| Sally Dexter       | Closer                            | Anna                   |                     |
| Maggie Smith       | A Delicate Balance                | Claire                 |                     |
| 1999               |                                   |                        |                     |
| Eileen Atkins      | The Unexpected Man                | Woman                  |                     |
| Sinéad Cusack      | Our Lady of Sligo                 | Mai O’Hara             |                     |
| Judi Dench         | Filumena Marturano                | Filumena               |                     |
| Nicole Kidman      | The Blue Room                     | verschiedene Rollen    |                     |
| Diana Rigg         | Britannicus und Phèdre            | Agrippina / Phaedra    |                     |

### 2000–2009
| Jahr                 | Darstellerin                    | Schauspiel          | Rolle             |
| 2000                 |                                 |                     |                   |
| -------------------- | ------------------------------- | ------------------- | ----------------- |
| 2000                 | Janie Dee                       | Comic Potential     | Jacie Triplethree |
| 2000                 | Jennifer Ehle                   | The Real Thing      | Annie             |
| 2000                 | Maggie Smith                    | The Lady in the Van | Miss Shepherd     |
| 2000                 | Alison Steadman                 | The Memory of Water | Teresa            |
| 2001                 |                                 |                     |                   |
| Julie Walters        | All My Sons                     | Kate Keller         |                   |
| Jessica Lange        | Long Day’s Journey Into Night   | Mary Tyrone         |                   |
| Helen Mirren         | Orpheus Descending              | Lady Torrance       |                   |
| Julia Ormond         | My Zinc Bed                     | Elsa                |                   |
| Harriet Walter       | Life x 3                        | Sonia               |                   |
| 2002                 |                                 |                     |                   |
| Lindsay Duncan       | Private Lives                   | Amanda Prynne       |                   |
| Lindsay Duncan       | Mouth to Mouth                  | Laura               |                   |
| Victoria Hamilton    | A Day in the Death of Joe Egg   | Sheila              |                   |
| Zoë Wanamaker        | Boston Marriage                 | Anna                |                   |
| 2003                 |                                 |                     |                   |
| Clare Higgins        | Vincent in Brixton              | Ursula Loyer        |                   |
| Anita Dobson         | Frozen                          | Nancy               |                   |
| Gwyneth Paltrow      | Proof                           | Catherine           |                   |
| Emily Watson         | Uncle Vanya                     | Sonya               |                   |
| 2004                 |                                 |                     |                   |
| Eileen Atkins        | Honour                          | Honor               |                   |
| Helen Mirren         | Mourning Becomes Electra        | Christine Mannon    |                   |
| Ann Mitchell         | Through the Leaves              | Martha              |                   |
| Kelly Reilly         | After Miss Julie                | Miss Julie          |                   |
| Kristin Scott Thomas | Three Sisters                   | Masha               |                   |
| 2005                 |                                 |                     |                   |
| Clare Higgins        | Hecuba                          | Hecuba              |                   |
| Victoria Hamilton    | Suddenly, Last Summer           | Catharine           |                   |
| Anna Maxwell Martin  | His Dark Materials              | Lyra                |                   |
| Caroline O’Connor    | Bombshells                      | Darsteller          |                   |
| 2006                 |                                 |                     |                   |
| Eve Best             | Hedda Gabler                    | Hedda Gabler Tesman |                   |
| Clare Higgins        | Death of a Salesman             | Linda Loman         |                   |
| Helen McCrory        | As You Like It                  | Rosalind            |                   |
| Janet McTeer         | Mary Stuart                     | Maria Stuart        |                   |
| Harriet Walter       | Mary Stuart                     | Elizabeth I.        |                   |
| 2007                 |                                 |                     |                   |
| Tamsin Greig         | Much Ado About Nothing          | Beatrice            |                   |
| Eve Best             | A Moon for the Misbegotten      | Josie               |                   |
| Sinéad Cusack        | Rock ’n’ Roll                   | Eleanor / Esme      |                   |
| Kathleen Turner      | Who’s Afraid of Virginia Woolf? | Martha              |                   |
| 2008                 |                                 |                     |                   |
| Kristin Scott Thomas | The Seagull                     | Arkadina            |                   |
| Anne-Marie Duff      | Saint Joan                      | Jeanne d’Arc        |                   |
| Kelly Reilly         | Othello                         | Desdemona           |                   |
| Fiona Shaw           | Happy Days                      | Winnie              |                   |
| Penelope Wilton      | John Gabriel Borkman            | Ella Rentheim       |                   |
| 2009                 |                                 |                     |                   |
| Margaret Tyzack      | The Chalk Garden                | Mrs St. Maugham     |                   |
| Deanna Dunagan       | August: Osage County            | Violet Weston       |                   |
| Lindsay Duncan       | That Face                       | Martha              |                   |
| Penelope Wilton      | The Chalk Garden                | Miss Madrigal       |                   |

### 2010–2019
| Jahr                 | Darstellerin                        | Schauspiel               | Rolle              |
| 2010                 |                                     |                          |                    |
| -------------------- | ----------------------------------- | ------------------------ | ------------------ |
| 2010                 | Rachel Weisz                        | A Streetcar Named Desire | Blanche DuBois     |
| 2010                 | Gillian Anderson                    | A Doll’s House           | Nora Helmer        |
| 2010                 | Lorraine Burroughs                  | The Mountaintop          | Camae              |
| 2010                 | Imelda Staunton                     | Entertaining Mr Sloane   | Kath               |
| 2010                 | Juliet Stevenson                    | Duet for One             | Stephanie Anderson |
| 2011                 |                                     |                          |                    |
| Nancy Carroll        | After the Dance                     | Joan                     |                    |
| Tracie Bennett       | End of the Rainbow                  | Judy Garland             |                    |
| Tamsin Greig         | The Little Dog Laughed              | Diane                    |                    |
| Sophie Thompson      | Clybourne Park                      | Bev                      |                    |
| 2012                 |                                     |                          |                    |
| Ruth Wilson          | Anna Christie                       | Anna Christie            |                    |
| Celia Imrie          | Noises Off                          | Dotty Otley              |                    |
| Lesley Manville      | Grief                               | Dorothy                  |                    |
| Kristin Scott Thomas | Betrayal                            | Emma                     |                    |
| Marcia Warren        | The Ladykillers                     | Mrs. Wilberforce         |                    |
| 2013                 |                                     |                          |                    |
| Helen Mirren         | The Audience                        | Elizabeth II.            |                    |
| Hattie Morahan       | A Doll’s House                      | Nora Helmer              |                    |
| Billie Piper         | The Effect                          | Connie                   |                    |
| Kristin Scott Thomas | Old Times                           | Kate / Anna              |                    |
| 2014                 |                                     |                          |                    |
| Lesley Manville      | Ghosts                              | Mrs. Helene Alving       |                    |
| Hayley Atwell        | The Pride                           | Sylvia                   |                    |
| Anna Chancellor      | Private Lives                       | Amanda Prynne            |                    |
| Judi Dench           | Peter and Alice                     | Alice Liddell            |                    |
| 2015                 |                                     |                          |                    |
| Penelope Wilton      | Taken at Midnight                   | Irmgard Litten           |                    |
| Gillian Anderson     | A Streetcar Named Desire            | Blanche DuBois           |                    |
| Kristin Scott Thomas | Electra                             | Elektra                  |                    |
| Imelda Staunton      | Good People                         | Margie Walsh             |                    |
| 2016                 |                                     |                          |                    |
| Denise Gough         | People, Places and Things           | Emma                     |                    |
| Gemma Arterton       | Nell Gwynn                          | Nell Gwynn               |                    |
| Nicole Kidman        | Photograph 51                       | Rosalind Franklin        |                    |
| Janet McTeer         | Les Liaisons dangereuses            | Marquise de Merteuil     |                    |
| Lia Williams         | Oresteia                            | Klytaimnestra            |                    |
| 2017                 |                                     |                          |                    |
| Billie Piper         | Yerma                               | Yerma                    |                    |
| Glenda Jackson       | King Lear                           | King Lear                |                    |
| Cherry Jones         | The Glass Menagerie                 | Amanda Wingfield         |                    |
| Ruth Wilson          | Hedda Gabler                        | Hedda Gabler Tesman      |                    |
| 2018                 |                                     |                          |                    |
| Laura Donnelly       | The Ferryman                        | Caitlin Carney           |                    |
| Lesley Manville      | Long Day’s Journey into Night       | Mary Tyrone              |                    |
| Audra McDonald       | Lady Day at Emerson’s Bar and Grill | Billie Holiday           |                    |
| Imelda Staunton      | Who’s Afraid of Virginia Woolf?     | Martha                   |                    |
| 2019                 |                                     |                          |                    |
| Patsy Ferran         | Summer and Smoke                    | Alma Winemiller          |                    |
| Gillian Anderson     | All About Eve                       | Margo Channing           |                    |
| Eileen Atkins        | The Height of the Storm             | Madeleine                |                    |
| Sophie Okonedo       | Antony and Cleopatra                | Kleopatra                |                    |
| Katherine Parkinson  | Home, I’m Darling                   | Judy                     |                    |

### Seit 2020
| Jahr                 | Darstellerin               | Schauspiel                               | Rolle |
| -------------------- | -------------------------- | ---------------------------------------- | ----- |
| 2020                 |                            |                                          |       |
| Sharon D. Clarke     | Death of a Salesman        | Linda Loman                              |       |
| Hayley Atwell        | Rosmersholm                | Rebecca West                             |       |
| Juliet Stevenson     | The Doctor                 | The Doctor                               |       |
| Phoebe Waller-Bridge | Fleabag                    | Fleabag                                  |       |
| 2021/2022            |                            |                                          |       |
| Sheila Atim          | Constellations             | Marianne                                 |       |
| Lily Allen           | 2:22 A Ghost Story         | Jenny                                    |       |
| Emma Corrin          | Anna X                     | Anna                                     |       |
| Cush Jumbo           | Hamlet                     | Hamlet                                   |       |
| 2023                 |                            |                                          |       |
| Jodie Comer          | Prima Facie                | Tessa                                    |       |
| Patsy Ferran         | A Streetcar Named Desire   | Blanche DuBois                           |       |
| Mei Mac              | My Neighbour Totoro        | Mei Kusakabe                             |       |
| Janet McTeer         | Pheadra                    | Helen                                    |       |
| Nicola Walker        | The Corn Is Green          | Ms. Moffat                               |       |
| 2024                 |                            |                                          |       |
| Sarah Snook          | The Picture of Dorian Gray | Darsteller                               |       |
| Laura Donnelly       | The Hills of California    | Veronica und Joan                        |       |
| Sophie Okonedo       | Medea                      | Medea                                    |       |
| Sarah Jessica Parker | Plaza Suite                | Karen Nash, Muriel Tate und Norma Hubley |       |
| Sheridan Smith       | Shirley Valentine          | Shirley                                  |       |

## Statistik

### Gewinne
- 4 Gewinne: Judi Dench[3]

- 3 Gewinne: Clare Higgins
- 2 Gewinne: Eileen Atkins, Lindsay Duncan, Fiona Shaw, Frances de la Tour, Dorothy Tutin, Margaret Tyzack und Zoë Wanamaker

### Nominierungen
- 9 Nominierungen: Judi Dench

- 6 Nominierungen: Eileen Atkins und Penelope Wilton
- 5 Nominierungen: Sinéad Cusack, Glenda Jackson, Kristin Scott Thomas, Juliet Stevenson, Maggie Smith und Zoë Wanamaker
- 4 Nominierungen: Lindsay Duncan, Clare Higgins, Janet McTeer, Helen Mirren, Diana Rigg, Fiona Shaw und Harriet Walter
- 3 Nominierungen: Gillian Anderson, Lesley Manville, Joan Plowright, Vanessa Redgrave, Imelda Staunton und Frances de la Tour
- 2 Nominierungen: Hayley Atwell, Eve Best, Yvonne Bryceland, Pauline Collins, Susan Fleetwood, Tamsin Greig, Victoria Hamilton, Rosemary Harris, Kathryn Hunter, Nicole Kidman, Jane Lapotaire, Rosemary Leach, Geraldine McEwan, Billie Piper, Kelly Reilly, Alison Steadman, Janet Suzman, Dorothy Tutin, Margaret Tyzack, Julie Walters, Lia Williams und Ruth Wilson